# Чикимула (город)

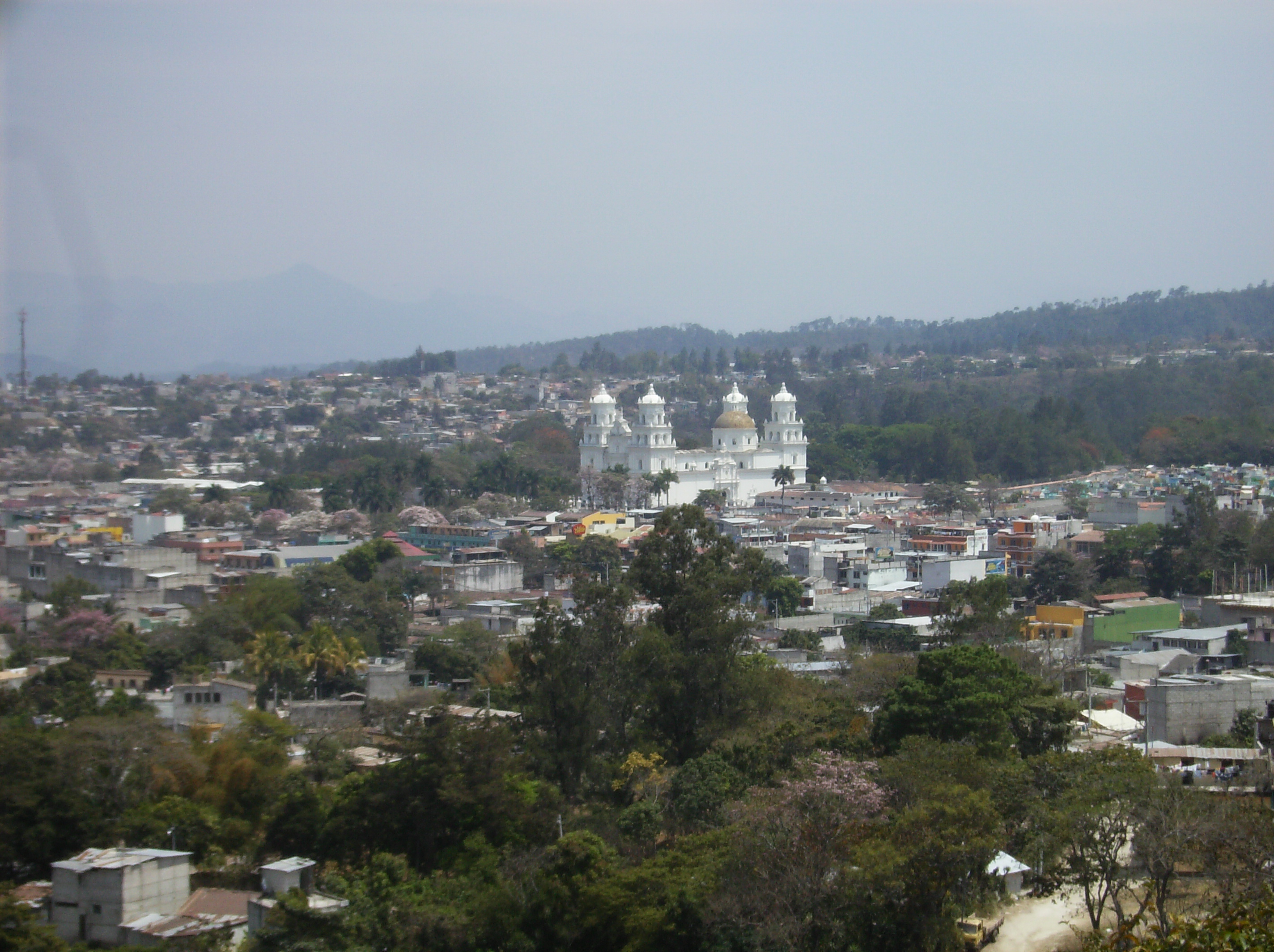
Общий вид города

Чикиму́ла (исп. Chiquimula) — город и муниципалитет в юго-восточной части Гватемалы. Административный центр одноимённого департамента.
Расположен примерно в 174 км к востоку от столицы страны — города Гватемала и примерно в 40 км от г. Копана, вдоль реки Сан-Хосе в центральной части высокогорья, на высоте 424 м над уровнем моря. Находится в южной зоне водосбора р. Мотагуам. Климат жаркий. Сезон дождей длится с мая по октябрь.
Население города на 2012 года составляло 53 354 человек.

## Демография
| Год                | 1994   | 2002   | 2012   |
| ------------------ | ------ | ------ | ------ |
| Количество жителей | 27 644 | 37 602 | 53 354 |

## История
Местность, где расположен город Чикимула до колониального периода принадлежала Шукуупскому царству, столица которой находилась в Копане (теперь в Гондурасе). Поселение, основанное в 1530 году, было разрушено землетрясением 1765 года. В колониальный период Чикимула был центром крупного административного района (Corregimiento de Chiquimula). После обретения независимости от Испании Чикимула в 1821 году получил права города и в 1825 году стал административным центром одноименного департамента. В последующие годы город и его окрестности пострадали во время нескольких гражданских войн и землетрясений, особенно, 1765 и 1773 годов.
Ныне город называют «La perla del oriente» (Жемчужина Востока). Это самый густонаселенный город восточной Гватемалы.
Удобно расположенный на шоссе CA 10 ведущим в Сальвадор и Гондурас, Чикимула получает выгоду от интенсивного транспортного движения, имеет многочисленные отели. Город является важным торговым центром
страны. Здесь имеются горнодобывающие предприятия. Большинство жителей окрестных районов выращивают кукурузу, пшеницу, бобовые, кормовые травы, занимаются выращиванием скота на высокогорьях. Кроме того, здесь культивируются кофе, сахарный тростник, бананы, табак и рис.

## Известные уроженцы
- Серна Сандоваль, Висенте (1815—1885) — Президент Гватемалы (1865—1871).
- Серна, Исмаэль (1856—1901) — поэт.